# Renfe série S-114
 (janvier 2022).
Si vous disposez d'ouvrages ou d'articles de référence ou si vous connaissez des sites web de qualité traitant du thème abordé ici, merci de compléter l'article en donnant les références utiles à sa vérifiabilité et en les liant à la section « Notes et références ».
Le S-114 est un train à grande vitesse en service sur les lignes à grande vitesse de la Renfe en Espagne.

## Construction
Ces rames sont, au départ, une extension de celle des Renfe série S-104 ; finalement, les modifications substentielles ont justifié la numérotation dans une autre série. Elles ont été construites par Alstom et Construcciones y auxiliar de ferrocarriles. 

## Caractéristiques
Elles offrent 236 sièges en classe unique, ainsi qu'un emplacement adapté pour l'accueil de personnes à mobilité réduite.
Ce sont des rames à quatre caisses à motorisation réparties : toutes les caisses sont motrices, les deux caisses d'extrémité comportant une cabine de conduite.